# عبد الوهاب محمود عبد الله الصباغ
عبد الوهاب محمود عبد الله الصباغ هو مهندس ووزير عراقي سابق ولد في الموصل 1942.
شغل منصب وزير الري عدة مرات، أولها في 12 تشرين الثاني 1977 خلفا لمكرم الطالباني، واستمر في منصبه حتى دمجت وزارة الري مع وزارة الزراعة والإصلاح الزراعي عام 1987 تحت اسم وزراء الزراعة والري.
وفي 3 آذار 1990، شغل منصب وزير الرزاعة والري وكالة حتى عام 1993 عندما فصلت الوزارة إلى وزارتين، فشغل منصب وزير الري حتى تعيين الوزير نزار جمعة علي القصير.

## روابط خارجية
- لقاء مع عبد الوهاب محمود الصباغ وزير الري في العراق للفترة بين ( 1977 - 1987 ) على يوتيوب